# Olearia lirata
Olearia lirata là một loài thực vật có hoa trong họ Cúc. Loài này được (Sims) Hutch. mô tả khoa học đầu tiên năm 1917.